# Joze
Joze est une commune française située dans le département du Puy-de-Dôme, en région Auvergne-Rhône-Alpes. Elle fait partie de l'aire d'attraction de Clermont-Ferrand et de l'arrondissement de Thiers.

## Géographie

### Localisation
Joze est un village du Puy-de-Dôme, en bordure de la plaine de la Limagne, situé à 7,7 km de Maringues, à 3 km de Culhat, 9 km de Lezoux, à 9,5 km de Pont-du-Château, à 24 km de Thiers, à 25 km de Clermont-Ferrand, à 34 km de Vichy.
Au bourg principal s'ajoutent plusieurs hameaux dont Tissonnières et les Fours à Chaux.
Huit communes sont limitrophes de Joze :
| Entraigues            | Saint-Laure, Maringues | Crevant-Laveine |
| Chavaroux             | Joze                   | Culhat          |
| Les Martres-d'Artière | Beauregard-l'Évêque    |                 |

### Géologie et relief
La commune s'étend sur 1 935 hectares ; son altitude varie entre 288 et 342 mètres.

### Hydrographie
Elle est traversée par la rivière Allier. Le bourg et le village de Tissonnières (au nord) sont situés en rive gauche.

### Climat
Pour des articles plus généraux, voir Climat d'Auvergne-Rhône-Alpes et Climat du Puy-de-Dôme.
En 2010, le climat de la commune est de type climat océanique dégradé des plaines du Centre et du Nord, selon une étude du Centre national de la recherche scientifique s'appuyant sur une série de données couvrant la période 1971-2000. En 2020, Météo-France publie une typologie des climats de la France métropolitaine dans laquelle la commune est exposée à un climat de montagne ou de marges de montagne et est dans la région climatique Nord-est du Massif Central, caractérisée par une pluviométrie annuelle de 800 à 1 200 mm, bien répartie dans l’année.
Pour la période 1971-2000, la température annuelle moyenne est de 11,6 °C, avec une amplitude thermique annuelle de 16,6 °C. Le cumul annuel moyen de précipitations est de 725 mm, avec 9,1 jours de précipitations en janvier et 7,1 jours en juillet. Pour la période 1991-2020, la température moyenne annuelle observée sur la station météorologique de Météo-France la plus proche, « Clermont-Ferrand », sur la commune de Clermont-Ferrand à 19 km à vol d'oiseau, est de 12,1 °C et le cumul annuel moyen de précipitations est de 563,4 mm,. Pour l'avenir, les paramètres climatiques de la commune estimés pour 2050 selon différents scénarios d'émission de gaz à effet de serre sont consultables sur un site dédié publié par Météo-France en novembre 2022.

## Urbanisme

### Typologie
Au 1er janvier 2024, Joze est catégorisée commune rurale à habitat dispersé, selon la nouvelle grille communale de densité à sept niveaux définie par l'Insee en 2022.
Elle est située hors unité urbaine. Par ailleurs la commune fait partie de l'aire d'attraction de Clermont-Ferrand, dont elle est une commune de la couronne,. Cette aire, qui regroupe 209 communes, est catégorisée dans les aires de 200 000 à moins de 700 000 habitants,.

### Occupation des sols
L'occupation des sols de la commune, telle qu'elle ressort de la base de données européenne d’occupation biophysique des sols Corine Land Cover (CLC), est marquée par l'importance des territoires agricoles (76 % en 2018), en diminution par rapport à 1990 (78,5 %). La répartition détaillée en 2018 est la suivante : terres arables (64,7 %), forêts (12,3 %), zones agricoles hétérogènes (9 %), eaux continentales (6,7 %), zones urbanisées (4 %), prairies (2,3 %), milieux à végétation arbustive et/ou herbacée (1 %). L'évolution de l’occupation des sols de la commune et de ses infrastructures peut être observée sur les différentes représentations cartographiques du territoire : la carte de Cassini (XVIIIe siècle), la carte d'état-major (1820-1866) et les cartes ou photos aériennes de l'IGN pour la période actuelle (1950 à aujourd'hui).

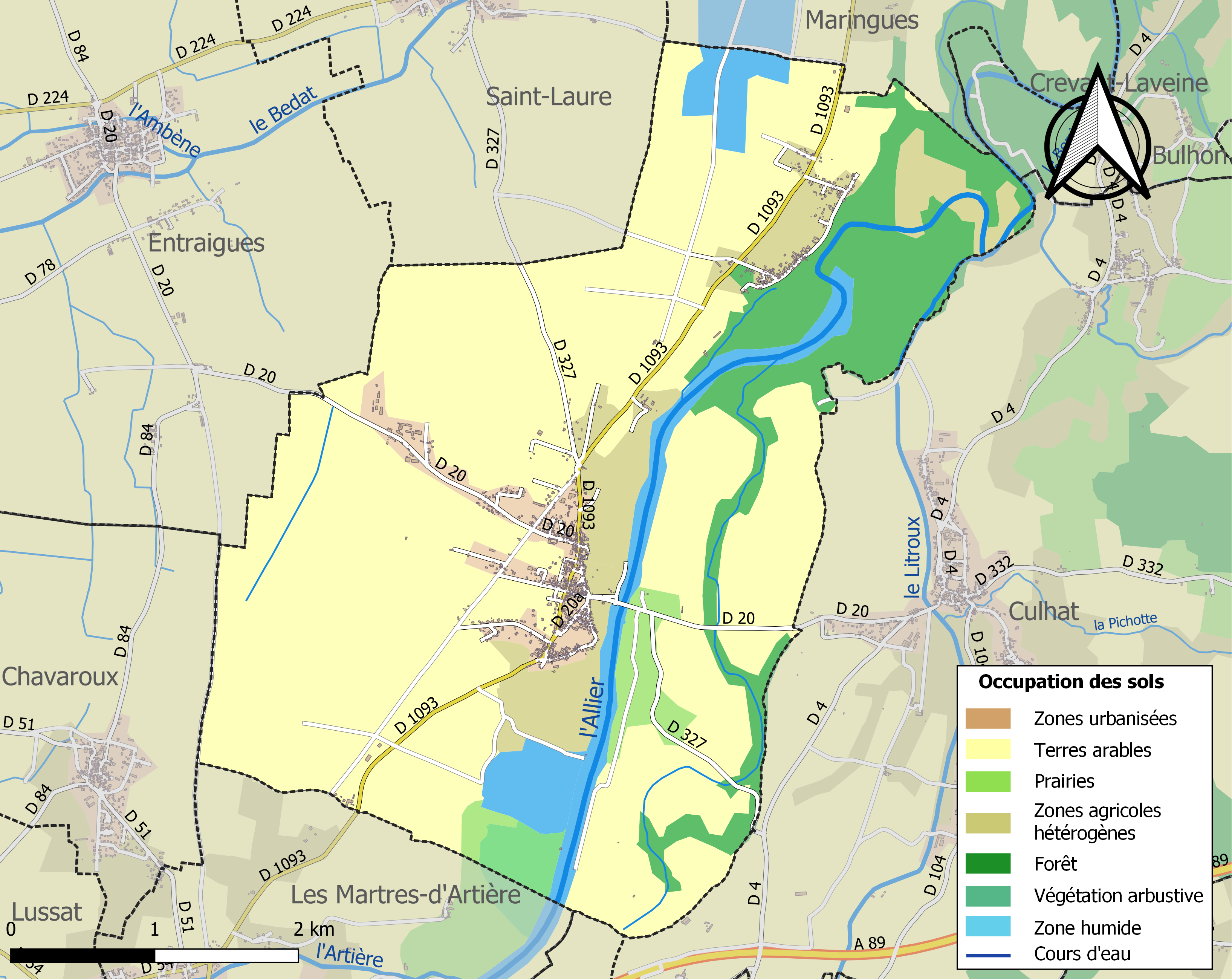
Carte des infrastructures et de l'occupation des sols de la commune en 2018 (CLC).

### Logement
En 2013, la commune comptait 526 logements, contre 477 en 2008. Parmi ces logements, 86,9 % étaient des résidences principales, 2,7 % des résidences secondaires et 10,4 % des logements vacants. Ces logements étaient pour 95,2 % d'entre eux des maisons individuelles et pour 3,6 % des appartements.
La proportion des résidences principales, propriétés de leurs occupants était de 81,1 %, en hausse sensible par rapport à 2008 (77,8 %). La part de logements HLM loués vides était de 1,3 % (contre 1,7 %).

### Voies de communication et transports

#### Voies routières

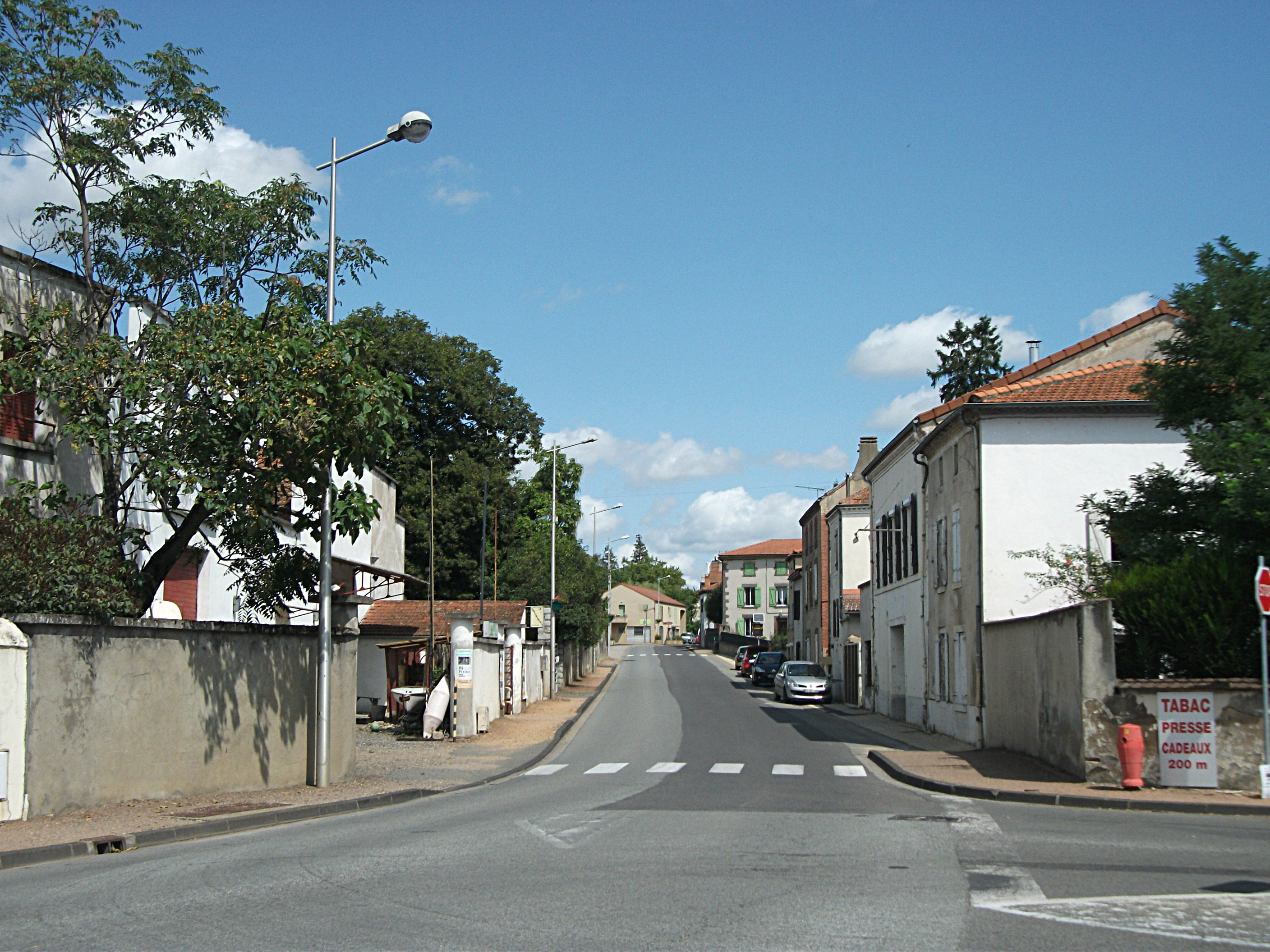
La RD 1093 traversant le village, en direction de Maringues, en 2017.

La commune est traversée par la route départementale 1093, ancienne route nationale 493 des années 1930 aux années 1970, axe reliant Vichy, Randan et Maringues au nord, Les Martres-d'Artière et Pont-du-Château au sud.
La route départementale 20 part d'Entraigues et, après un tronc commun avec la D 1093, continue vers Culhat et Lezoux  ; une D 20a (D 20 sur le terrain), correspondant à la route du Pont, évite le passage par les rues étroites du centre du village pour rejoindre les deux communes précitées. Cette D 20 franchit le pont sur l'Allier, construit en 1892 et remplacé en 1975.
Une D 327 relie Saint-Laure, au nord, et Culhat, sur la D 4, après un tronc commun avec les D 1093 et 20.
Une aire de covoiturage est implantée au nord de la commune.

#### Aménagements cyclables
Le conseil général du Puy-de-Dôme a aménagé, de part et d'autre du cœur du village, des bandes cyclables sur la route départementale 1093, d'abord en direction des Martres-d'Artière, puis vers Maringues (sur six kilomètres).

#### Transport ferroviaire
Joze n'est desservie par aucune liaison ferroviaire. Il existait une ligne reliant Gerzat à Maringues, ouverte en 1888 et fermée en 1951, ainsi qu'une gare, réhabilitée en 2006 et réaménagée en cabinet médical en 2008.

### Risques naturels et technologiques
La commune est soumise aux risques naturels d'inondation, de mouvement (glissement) de terrain, de phénomènes liés à l'atmosphère et météorologiques, de séisme (zone de sismicité de niveau 3) et de rupture de barrage. Elle n'a pas élaboré de DICRIM.
Un plan de prévention des risques naturels concernant l'aléa « inondation - Par une crue torrentielle ou à montée rapide de cours d'eau » a été prescrit le 15 novembre 2010 et approuvé le 4 novembre 2013.
Des arrêtés de catastrophe naturelle ont été prononcés à la suite de la tempête de 1982, ainsi que des inondations et coulées de boue survenues en 1990, 1992, 1994, 1999, 2003 et 2013. La rivière Allier a connu plusieurs inondations en 1790, 1823, 1889, 1943, 1964, 1973, 1976 et en décembre 2003.

## Toponymie
Le nom de Joze « provient d'un patronyme du nom d'un homme gallo-romain nommé : Gaudius ou d'un germanique nommé Gauso ». Il devient « Gelza au Xe siècle, Gelsan avant 1096, Jausan au XIIIe siècle et Jauze en 1315 ».
La commune portait le nom de Josse sous l'an II ; le Bulletin des lois de 1801 mentionne l'orthographe actuelle.

## Histoire
Joze fut partagée en deux parties au Moyen Âge : un chef-lieu religieux, Uriat (paroisse actuellement disparue), et un chef-lieu seigneurial nommé Gelsan puis Jausan. Joze et Uriat deviennent commune en 1790. Elle absorbe le hameau de « Tissonniere » en 1792.
En 1790, le premier maire de Joze est un bourgeois du bourg, le marchand Jean Goutay. De 1790 à 1983, cette famille a dominé la vie politique locale : le mandat de maire a été tenu la plupart du temps par un membre de cette famille ou d'une famille alliée (Grimardias et surtout Marignier). Les Marignier ont aussi été longtemps conseillers généraux du canton de Maringues.

## Politique et administration

### Découpage territorial
La commune de Joze est membre de la communauté de communes Entre Dore et Allier, un établissement public de coopération intercommunale (EPCI) à fiscalité propre créé le 18 décembre 1998 dont le siège est à Lezoux. Ce dernier est par ailleurs membre d'autres groupements intercommunaux.
Sur le plan administratif, elle dépendait du district de Thiers en 1793 puis de l'arrondissement de Thiers depuis 1801, à la circonscription administrative de l'État du Puy-de-Dôme et à la région Auvergne-Rhône-Alpes. De 1793 à mars 2015, elle faisait partie du canton de Maringues.
Sur le plan électoral, elle dépend du canton de Lezoux pour l'élection des conseillers départementaux, depuis le redécoupage cantonal de 2014 entré en vigueur en 2015, et de la cinquième circonscription du Puy-de-Dôme pour les élections législatives, depuis le dernier découpage électoral de 2010.

### Élections municipales et communautaires

#### Élections de 2020
Le conseil municipal de Joze, commune de plus de 1 000 habitants, est élu au scrutin proportionnel de liste à deux tours (sans aucune modification possible de la liste), pour un mandat de six ans renouvelable. Compte tenu de la population communale, le nombre de sièges à pourvoir lors des élections municipales de 2020 est de 15. Les quinze conseillers municipaux (issus de la seule liste du maire sortant) sont élus au premier tour avec un taux de participation de 44,33 %.
Deux sièges sont attribués à la commune au sein du conseil communautaire de la communauté de communes Entre Dore et Allier.

#### Chronologie des maires
| Période                                  | Période                   | Identité                        | Étiquette           | Qualité                                                                      |
| ---------------------------------------- | ------------------------- | ------------------------------- | ------------------- | ---------------------------------------------------------------------------- |
| Les données manquantes sont à compléter. |                           |                                 |                     |                                                                              |
| 1790                                     | 1792                      | Jean Goutay                     |                     | Marchand                                                                     |
| 1792                                     | 1817                      | Guillaume Goutay                |                     | Juge de paix à Maringues                                                     |
| 1817                                     | 1818                      | M. de Viry                      |                     |                                                                              |
| 1818                                     | 1820                      | M. de La Brosse                 |                     |                                                                              |
| 1820                                     | 1831                      | Guillaume Goutay                |                     |                                                                              |
| 1831                                     | 1834                      | Claude Goutay                   |                     |                                                                              |
| 1834                                     | 1848                      | M. Daguillon                    |                     |                                                                              |
| 1848                                     | 1855                      | Philippe Goutay                 |                     |                                                                              |
| 1855                                     | 1866                      | Jacques Marie Grimardias-Goutay |                     | Avocat                                                                       |
| 1866                                     | 1875                      | Émile Goutay                    |                     | Exploitant chaufournier                                                      |
| 1875                                     | 1876                      | M. Mozac de la Monerie          |                     |                                                                              |
| 1876                                     | 1900                      | Jules Marignier-Goutay          |                     | Ingénieur des mines, exploitant chaufournier Conseiller général de Maringues |
| 1900                                     | 1935                      | Émile Marignier                 |                     | Ingénieur chimiste. Exploitant chaufournier Conseiller général de Maringues  |
| 1935                                     | 1945                      | Georges Marignier               |                     | Président du conseil général du Puy-de-Dôme                                  |
| 1945                                     | 1947                      | Louis Delavet                   |                     |                                                                              |
| 1947                                     | 1983                      | Georges Marignier               |                     |                                                                              |
| 1983                                     | 1995                      | Jean Courseyre                  |                     |                                                                              |
| 1995                                     | En cours (au 25 mai 2020) | Daniel Peynon                   | ? puis UMP puis UDI | Conseiller général du canton de Maringues (2001-2015)                        |

## Population et société

### Démographie
L'évolution du nombre d'habitants est connue à travers les recensements de la population effectués dans la commune depuis 1793. Pour les communes de moins de 10 000 habitants, une enquête de recensement portant sur toute la population est réalisée tous les cinq ans, les populations de référence des années intermédiaires étant quant à elles estimées par interpolation ou extrapolation. Pour la commune, le premier recensement exhaustif entrant dans le cadre du nouveau dispositif a été réalisé en 2007.

En 2022, la commune comptait 1 171 habitants, en évolution de +6,17 % par rapport à 2016 (Puy-de-Dôme : +2,1 %, France hors Mayotte : +2,11 %).
| 1793 | 1800  | 1806  | 1821  | 1831  | 1836  | 1841  | 1846  | 1851  |
| ---- | ----- | ----- | ----- | ----- | ----- | ----- | ----- | ----- |
| 967  | 1 051 | 1 033 | 1 167 | 1 088 | 1 106 | 1 075 | 1 153 | 1 168 |

| 1856  | 1861  | 1866  | 1872  | 1876  | 1881  | 1886  | 1891  | 1896  |
| ----- | ----- | ----- | ----- | ----- | ----- | ----- | ----- | ----- |
| 1 223 | 1 165 | 1 085 | 1 133 | 1 150 | 1 217 | 1 232 | 1 313 | 1 244 |

| 1901  | 1906  | 1911  | 1921 | 1926 | 1931 | 1936 | 1946 | 1954 |
| ----- | ----- | ----- | ---- | ---- | ---- | ---- | ---- | ---- |
| 1 153 | 1 119 | 1 072 | 937  | 916  | 906  | 865  | 824  | 833  |

| 1962 | 1968 | 1975 | 1982 | 1990 | 1999 | 2006  | 2007  | 2012  |
| ---- | ---- | ---- | ---- | ---- | ---- | ----- | ----- | ----- |
| 907  | 893  | 904  | 902  | 872  | 924  | 1 013 | 1 027 | 1 072 |

| 2017  | 2022  | - | - | - | - | - | - | - |
| ----- | ----- | - | - | - | - | - | - | - |
| 1 101 | 1 171 | - | - | - | - | - | - | - |

### Enseignement
Joze dépend de l'académie de Clermont-Ferrand. Elle gère une école élémentaire publique, où 116 élèves sont scolarisés pour l'année 2015-2016.
Les élèves poursuivent leur scolarité au collège de Maringues, puis au lycée Virlogeux de Riom pour les filières générales et STMG, à Riom ou au lycée Jean-Zay de Thiers pour la filière STI2D.

### Manifestations culturelles et festivités
La commune fait la fête le dernier weekend d'août ou la première semaine de septembre. Les conscrits animent le samedi et le dimanche, en organisant un bal et tirent le fameux cou de l'oie. Les forains apportent leurs petits manèges aux grands bonheurs des enfants. Le feu d'artifice illumine le ciel de Joze au-dessus du pont.

### Santé
La commune abrite un centre médical, sur le bâtiment de l'ancienne gare, réaménagée en 2008.

### Associations
La maison des associations a été construite entre 2011 et 2012, avec une inauguration le 15 septembre 2012.

### Sports
L'A.S. Joze : l'association sportive de Joze est un club de football de la ligue Auvergne, district Puy-de-Dôme de la ville de Joze. L'équipe A évolue en première division senior et l'équipe B évolue en troisième division senior.
Les couleurs du club sont vert et blanc.
Le club dispose de trois terrains engazonnés et dont deux terrains d'entrainements éclairés. Quatre vestiaires sont disponibles.
L'école de football a plusieurs équipes par catégories : débutants (U6-U7-U8-U9), poussins (U10-U11) ainsi que les catégories U12-U13, U14-U15, U16-U17. Le club compte environ 140 licenciés.
Depuis 2011, une équipe seniors féminine est également engagée dans le foot à 7.
L'Association Sports et Loisirs est une association (loi de 1901) qui propose du sport et/ou des loisirs pour adultes et enfants. Elle est affiliée à la Fédération Française de Karaté pour sa section karaté.
- les activités enfants : Grs, Moderne Jazz, acro gym, cirque, dessin, karaté baby (4-6 ans) et enfants de + de 6 ans, baby gym, théâtre, guitare
- les activités adultes : gym, théâtre, scrabble, abdos fessiers, claquettes, danse orientale débutante et confirmée, dessin, karaté, guitare, couture, relaxation

Des passages de grades, des démonstrations de différentes danses, des pièces de théâtre sont programmés tout le long de l'année.

## Économie

### Emploi
En 2013, la population âgée de quinze à soixante-quatre ans s'élevait à 677 personnes, parmi lesquelles on comptait 75 % d'actifs dont 67,9 % ayant un emploi et 7,1 % de chômeurs.
On comptait 177 emplois dans la zone d'emploi. Le nombre d'actifs ayant un emploi résidant dans la zone étant de 463, l'indicateur de concentration d'emploi est de 38,3 %, ce qui signifie que la commune offre moins d'un emploi par habitant actif.
398 des 463 personnes âgées de quinze ans ou plus (soit 85,9 %) sont des salariés. 16,1 % des actifs travaillent dans la commune de résidence.

### Entreprises
Au 1er janvier 2014, Joze comptait 45 entreprises : cinq dans l'industrie, dix dans la construction, dix-huit dans le commerce, les transports et les services divers et douze dans le secteur administratif.
En outre, elle comptait 56 établissements.

### Agriculture
Au recensement agricole de 2010, la commune comptait vingt-deux exploitations agricoles. Ce nombre est en nette diminution par rapport à 2000 (32) et à 1988 (42).
La superficie agricole utilisée sur ces exploitations était de 1 345 hectares en 2010, dont 1 254 ha sont allouées aux terres labourables, 1 ha aux cultures permanentes et 89 ha sont toujours en herbe.

### Commerce et services
La base permanente des équipements de 2015 recensait une épicerie et une boulangerie.

### Tourisme
Au 1er janvier 2016, la commune ne comptait aucun hôtel, camping ou autre hébergement collectif.

## Culture locale et patrimoine

### Lieux et monuments
Joze compte neuf lieux et monuments (hors présentation communale) recensés à l'inventaire général du patrimoine culturel, ainsi que trente-huit objets (hors inventaire supplémentaire de l'église Saint-Pierre-ès-Liens) recensés au même inventaire.
Aucun édifice ou objet n'est répertorié à l'inventaire des monuments historiques.
- Château de Lourse, ou domaine de Lourse, 4e quart du XIXe siècle[40].
- Église paroissiale Saint-Pierre-ès-Liens, 3e quart du XIXe siècle et 2e quart du XXe siècle[41].
- Église paroissiale Sainte-Madeleine, Saint-Désidérat, au lieu-dit Tissonnières, XIe, XIIe, XVIIe et XVIIIe siècles[42].

### Équipements culturels
La Capitainerie est outil d'action culturelle : théâtre, musique, chanson, danse, etc.

### Personnalités liées à la commune
- Henri de La Tour d'Auvergne, duc de Bouillon (1555-1623), né au château de Joze.
- Robert Goutay (1804-1889), député et sénateur du Puy-de-Dôme.

### Héraldique
| Blason de Joze | Blason  | Écartelé, au 1, de gueules au chef de vair, au 2, d'azur au foudre d'or, au 3, d'azur à la bêche d'argent futée d'or, au 4, de gueules à la tour d'or, à la croix d'argent brochant sur la partition.                                                                                  |
| Blason de Joze | Détails | Le chef de vair « est repris sur les armes du seigneur de Montgascon » ; la foudre « rappelle l'étymologie de Joze qui dérive de Jovis (Jupiter) » ; la bêche est « l'attribut de saint Fiacre » ; la tour « fait référence à la famille de La Tour d'Auvergne possédant le château ». |